# Campos de concentración del Este de Carelia

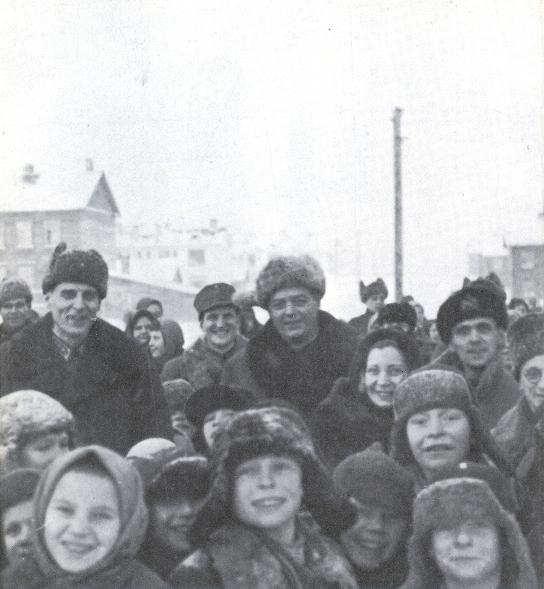
Personal militar finlandés y personas no fínicas del este de Carelia en un campo de transferencia en Petrozavodsk durante la visita de un corresponsal suizo en las fases finales de la guerra.

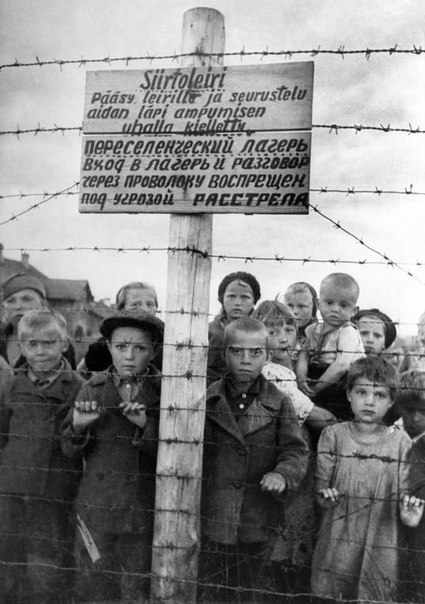
Fotografía tomadas de niños rusos en un campo de transferencia administrado por los finlandeses en Petrozavodsk; foto tomada por la fotógrafa Galina Sanko el 29 de junio de 1944, un día después de que los finlandeses salieran de la zona. El letrero dice, en finés y ruso: «Campo de transferencia. Se prohíbe la entrada al campamento y socializar a través de la valla, se disparará a los infractores».

Los campos de concentración del Este de Carelia fueron campos especiales de internamiento en las áreas de la Unión Soviética ocupadas por la administración militar finlandesa durante la Guerra de Continuación. Estos campamentos fueron organizados por el comandante supremo de las fuerzas armadas Carl Gustaf Emil Mannerheim. Los campamentos estaban destinados a detener a los detenidos en el campo para un intercambio futuro con la población fínica del resto de Rusia. La tasa de mortalidad de civiles en los campamentos fue alta debido al hambre y las enfermedades.

## Población rusa
Un número significativo de civiles soviéticos fueron enterrados en los campos de concentración. Eran mujeres rusas, niños pequeños y ancianos; casi la totalidad de la población masculina y femenina en edad de trabajar fue reclutada o evacuada: solo un tercio de la población original de 470,000 permaneció en Karelia del Este cuando llegó el ejército finlandés, y la mitad de ellos eran Karelians. Alrededor del 30 por ciento (24,000) de la población rusa restante fueron confinados en campamentos; seis mil de ellos fueron refugiados soviéticos capturados mientras esperaban el transporte sobre el lago Onega, y 3.000 eran del lado sur del río Svir. El propósito de la detención era supuestamente asegurar el área detrás de las líneas del frente contra ataques partidistas. El primero de los campos se estableció el 24 de octubre de 1941 en Petrozavodsk. Durante la primavera y el verano de 1942, 3.500 detenidos murieron de desnutrición. Durante la última mitad de 1942, el número de detenidos disminuyó rápidamente a 15,000 cuando las personas fueron liberadas a sus hogares o fueron reasentadas en las aldeas "seguras", y solo 500 personas más murieron durante los últimos dos años de guerra, debido a que la escasez de alimentos fue solucionada. Durante los años siguientes, las autoridades finlandesas detuvieron a varios miles de civiles más de las zonas con actividad partisana informada, pero a medida que continuaron las liberaciones, el número total de detenidos se mantuvo entre 13 000 y 14 000. Según los registros, el número total de muertes entre los civiles internos fue de 4361 (las estimaciones anteriores variaban entre 4000 y 7000), principalmente por hambre durante la primavera y el verano de 1942.

## Línea de tiempo
El primer campamento se estableció el 24 de octubre de 1941, en Petrozavodsk. Los dos grupos más grandes fueron 6000 refugiados rusos y 3000 habitantes de la orilla sur del río Svir que fueron evacuados a la fuerza debido a la proximidad de la línea del frente. De estos civiles internados, 4361 perecieron principalmente debido a desnutrición, el 90 por ciento de ellos durante la primavera y el verano de 1942.
Población en los campos finlandeses:
- 13 400 - 31 de diciembre de 1941
- 21 984 - 1 de julio de 1942
- 15 241 - 1 de enero de 1943
- 14 917 - 1 de enero de 1944

## Lista de campos
- Keskitysleiri 1
- Keskitysleiri 2
- Keskitysleiri 3
- Keskitysleiri 4
- Keskitysleiri 5
- Keskitysleiri 6
- Campo Kutisma
- Campo Vilka
- Campo Tervaoja